# 滝川インターチェンジ
滝川インターチェンジ（たきかわインターチェンジ）は、北海道滝川市東滝川にある道央自動車道のインターチェンジである。
砂川市との境界付近にあり、新十津川町や赤平市、芦別市や歌志内市へのアクセスにも利用される。

## 歴史
- 1983年（昭和58年）
  - 3月 - 北海道縦貫自動車道岩見沢 - 滝川間実施計画認可[6]。
  - 4月 - 岩見沢 - 滝川間路線発表[6]。
- 1985年（昭和60年）8月20日 - 起工式実施[6]。
- 1988年（昭和63年）10月8日：美唄IC - 滝川IC間が開通[6]。
- 1989年（平成元年）9月12日：滝川IC - 深川IC間が開通。
- 1998年（平成10年）4月11日：深川JCTが供用開始[7]。
- 2018年（平成30年）12月 : IC番号を「8」から「41」に変更[注 1]。

## 周辺
- 空知川
- 東滝川駅（廃駅）（JR北海道・根室本線）

## 接続する道路
- 直接接続
  - 国道38号

- 間接接続
  - 国道12号
    - 滝川バイパス

## 料金所
- ブース数：6

### 入口
- ブース数：2
  - ETC専用：1
  - 一般：1

### 出口
- ブース数：4
  - ETC専用：1
  - 一般：3

## 隣
E5 道央自動車道
(39)奈井江砂川IC - (40)砂川SA/スマートIC（北海道子どもの国） - (41)滝川IC - (42)深川JCT - (43)深川IC